# Schlossmühle (Meersburg)

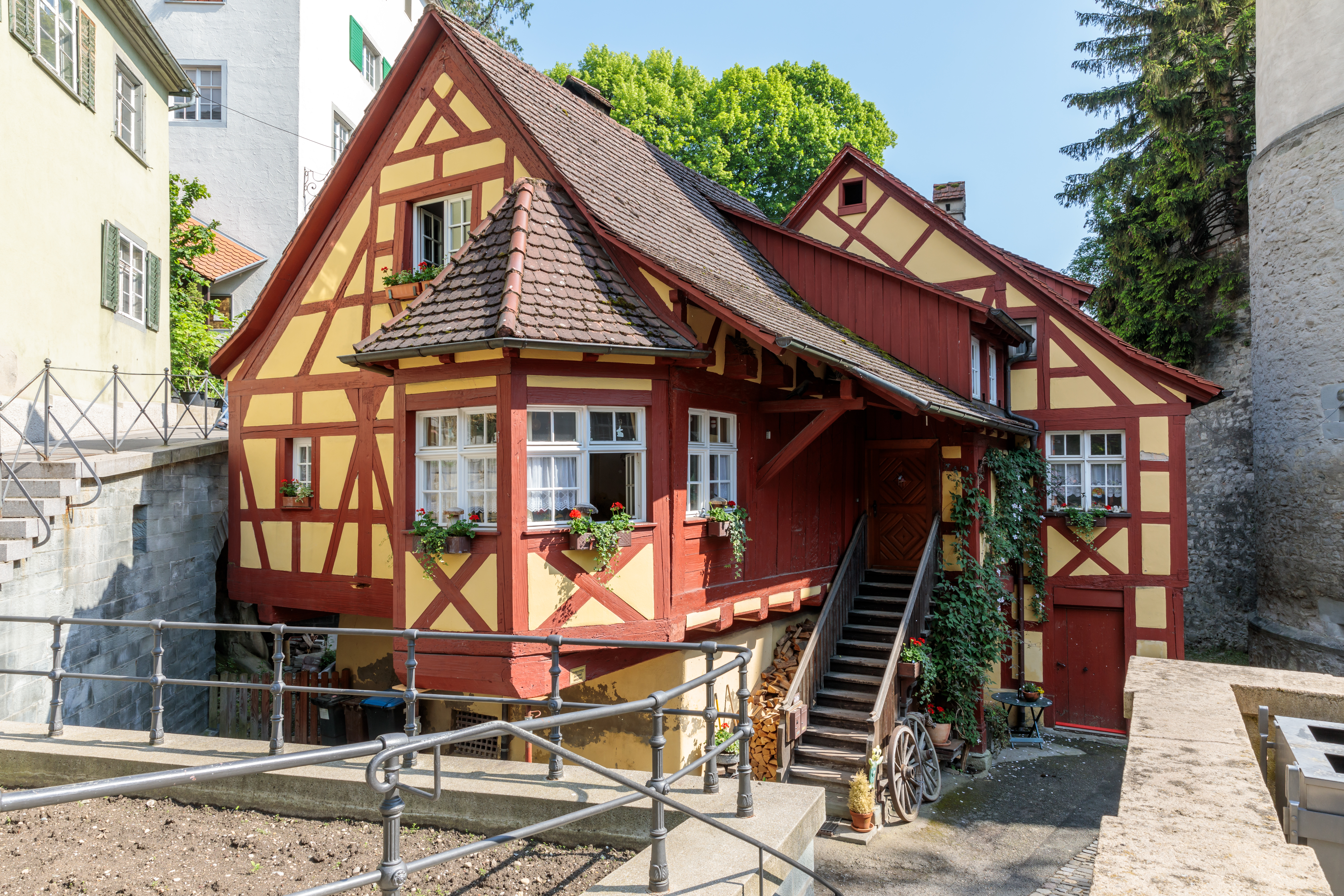
Schlossmühle in Meersburg (2018)

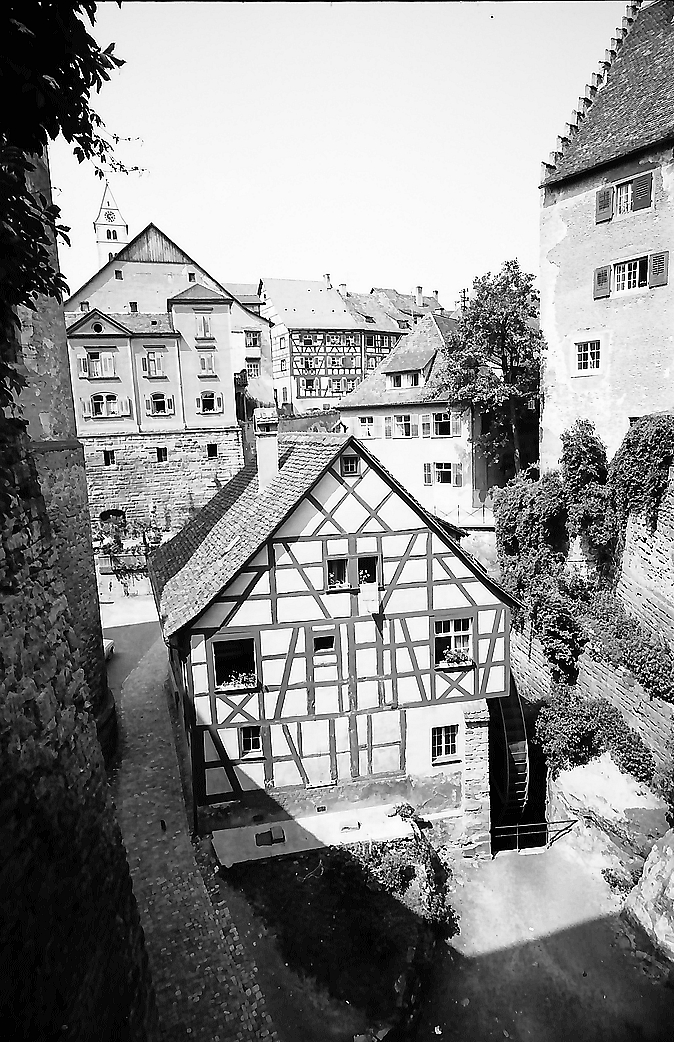
Die Schlossmühle im Jahr 1965

Die Schlossmühle im baden-württembergischen Meersburg ist ein geschütztes Kulturdenkmal mit besonderer Bedeutung. Sie steht in der Steigstraße (Hausnummer 17). Über Treppen ist sie auch vom Schlossplatz her erreichbar.
Die Mühle wurde im 17. Jahrhundert östlich unterhalb der Alten Burg Meersburg erbaut. Ein Torbogen ist mit der Jahreszahl 1692 bezeichnet. Vorgängerbauten sind seit dem frühen Mittelalter belegt. Sie besteht aus einem zweigeschossigen Wohnhaus und dem südlich daran anschließenden, etwas nach Westen versetzten Wirtschaftsteil mit oberschlächtigem Mühlrad. Das Mühlrad hat einen Durchmesser von etwa 8 m und ist nicht verschalt und überdacht. Der Wohnteil ist zur Steigstraße hin mit einem Erker versehen. Die auf einem massiven Sockelgeschoss aufgebauten Obergeschosse sind in Fachwerk ausgeführt. An der Südseite des Ökonomieteils ist ein Schuppen angeschlossen. Dieser wurde erst später rekonstruiert, auf Aufnahmen aus den 1950er und 1960er Jahres ist er nicht zu sehen.
Ab Mitte der 1950er Jahre wurde die stark im Verfall begriffene Mühle umfassend restauriert. 2021 wurde eine erneute Sanierung begonnen.